# Deliberati di Karlsbad
I Deliberati (o Decreti) di Karlsbad (in tedesco Karlsbader Beschlüsse) furono il risultato di alcune conferenze ministeriali tenute dal 6 al 31 agosto 1819 a Karlovy Vary (Karlsbad in tedesco). Ebbero ad oggetto misure tese a sorvegliare e a reprimere le tendenze liberali e nazionali nella Germania postnapoleonica.

## Contesto storico e promulgazione
Dopo il Congresso di Vienna del 1815 persisteva nei territori della Confederazione germanica (il Deutscher Bund costituito l'8 giugno 1815) l'aspirazione, diffusa in particolare tra giovani e studenti universitari, all'unità nazionale ed all'istituzione di un parlamento rappresentativo che sostituisse la nuova Dieta Federale, orientata in senso reazionario. Il malcontento si manifestò in forma organizzata nelle diverse associazioni nate in epoca napoleonica per combattere l'invasore francese, o già preesistenti: le società ginniche (Turnerschaften) in particolare, quindi le corporazioni studentesche (Burschenschaften) e le associazioni di tiro al bersaglio (Schützen).

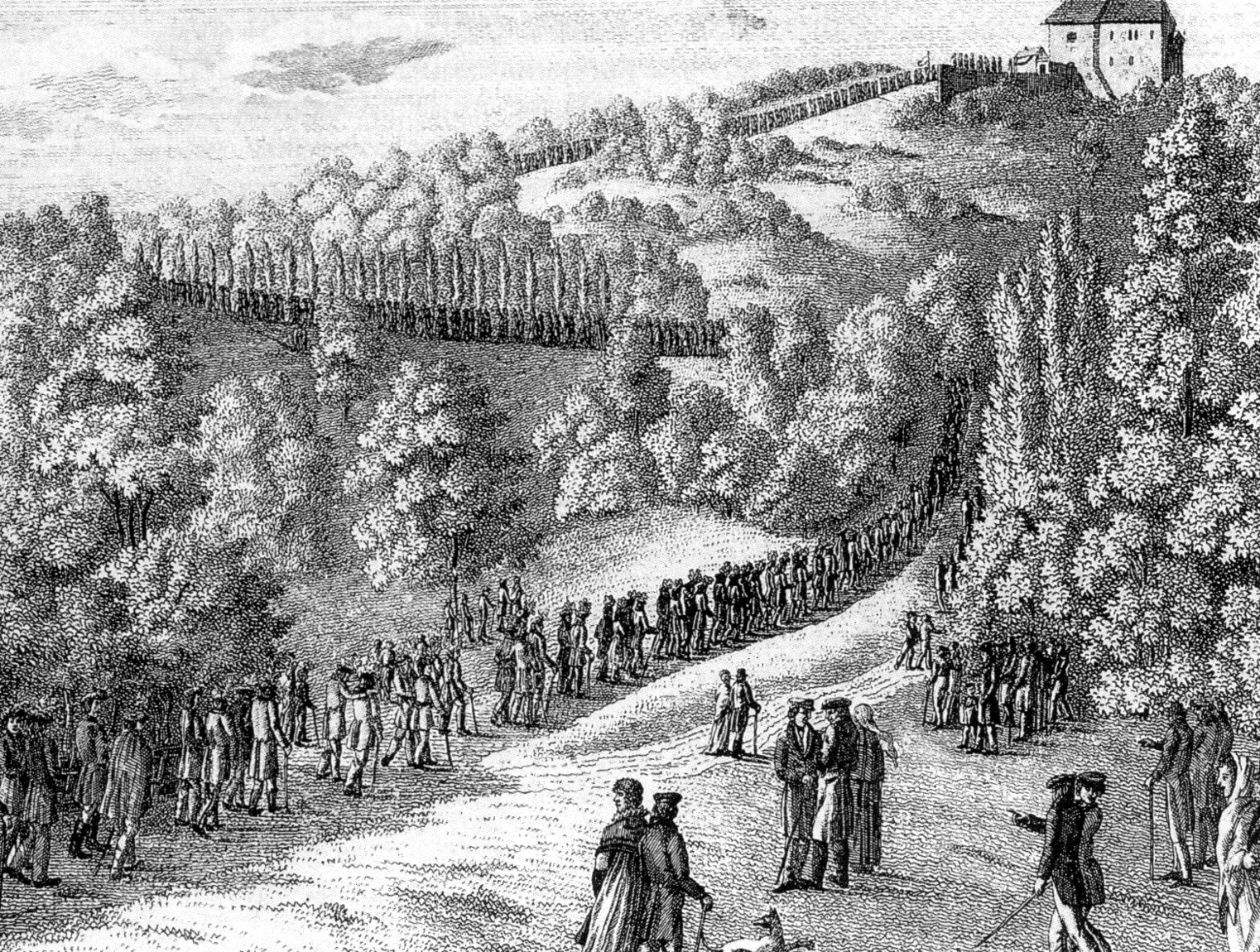
Corteo degli studenti diretti alla Festa della Wartburg del 18 ottobre 1817 (Acquaforte di autore anonimo del XIX. secolo)

Si andò dalla diffusione di libelli sovversivi fino ad attentati, diretti tanto verso i singoli Governi confederati, quanto verso la Dieta Federale. In particolare, il malcontento si manifestò pubblicamente nella celebre Prima Festa della Wartburg (18 ottobre 1817), in occasione del Trecentenario della Riforma luterana e nel quarto anniversario della battaglia di Lipsia contro Napoleone (la celebre "battaglia delle Nazioni").

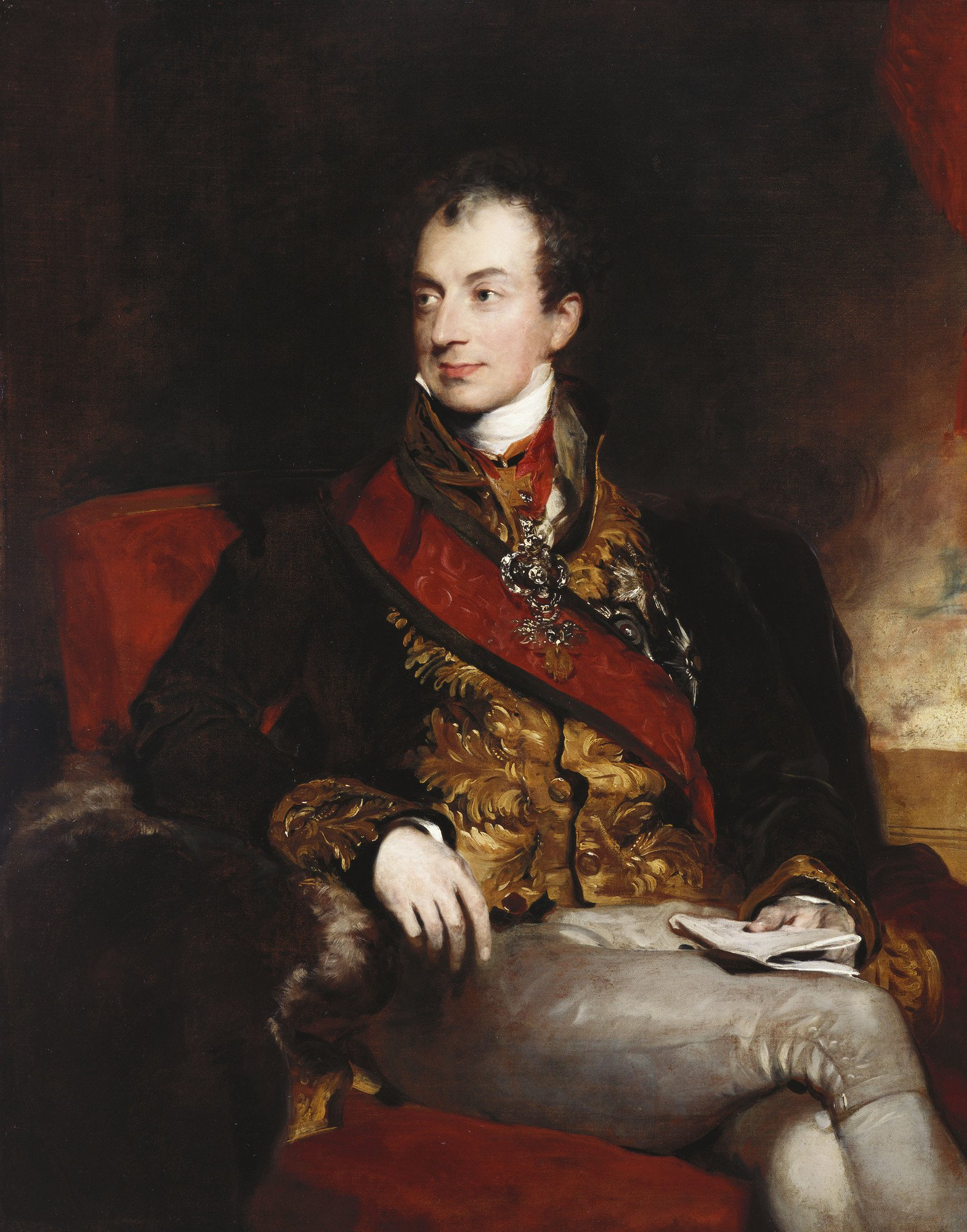
Il Principe Klemens Wenzel Nepomuk Lothar von Metternich-Winnau, artefice del 'Sistema Metternich' e fautore della Santa Alleanza. Ritratto ad olio di Thomas Lawrence, Kunsthistorisches Museum, Vienna

I timori legati a possibili eventi rivoluzionari, diffusisi presso le diverse corti tedesche all'indomani delle guerre napoleoniche, indussero i governi a prendere in considerazione eventuali misure restrittive. Questi temi furono al centro del Congresso internazionale tenutosi ad Aquisgrana dal 29 settembre al 21 novembre del 1818. 

La situazione tuttavia si aggravò in seguito all'assassinio dello scrittore, nonché Console generale russo, August von Kotzebue, perpetrato a Mannheim il 23 marzo 1819 per mano del cittadino bavarese di origine prussiana Karl Ludwig Sand, ventiquattrenne studente di teologia evangelica all'Università di Jena, e membro di una Burschenschaft (corporazione studentesca) di Jena ed Erlangen. A questo attentato, che suscitò un'eco vastissima, ne seguì il 1º luglio un altro, fallito, contro Carl Friedrich Emil von Ibell, Primo Ministro del Nassau, sempre ad opera di un Burschenschaftler, Karl Löning, il quale voleva così imitare il gesto di Sand.
Ce n'era abbastanza perché, temendo un'incontrollabile spirale di disordini, l'Impero asburgico e la Prussia si affrettassero a concludere il 1º agosto 1819 un accordo di massima relativo a diversi punti di politica interna, la cosiddetta «Teplitzer Punktation», ossia gli «accordi preliminari» delle Conferenze di Teplitz: compresi in essi v'erano misure contro la stampa e le Università, l'istituzione di una Commissione investigativa diretta a questo scopo, un emendamento all'art. 13 della Costituzione Federale. La situazione infine degenerò con le sommosse del 2 agosto 1819 (Hep-Hep-Unruhen), quando per la prima volta dal Medioevo si giunse a massicci pogrom antisemiti a livello sovraregionale.
I due governi, infrangendo apertamente i diritti della Confederazione, convocarono i rappresentanti dello Hannover, del Meclemburgo, della Baviera, del Baden, del Nassau e del Württemberg ad una conferenza informale per affrontare la situazione. Karlsbad (in ceco: Karlovy Vary), nota località termale, all'epoca appartenente all'Impero asburgico, si presentò fin dall'inizio come la scelta migliore per garantire al vertice segretezza e riservatezza, e questo tanto per la posizione appartata quanto per la capacità di accogliere le delegazioni. La conferenza, tenuta dal 6 al 31 agosto alla presenza di 23 delegati sotto l'egida del Ministro degli Esteri austriaco, in seguito (dal 1821) Cancelliere Aulico e di Stato (Hof- und Staatskanzler), Principe Klemens Wenzel von Metternich, si concluse il 1º settembre con la promulgazione dei Decreti (i «Deliberati»).

## Contenuto

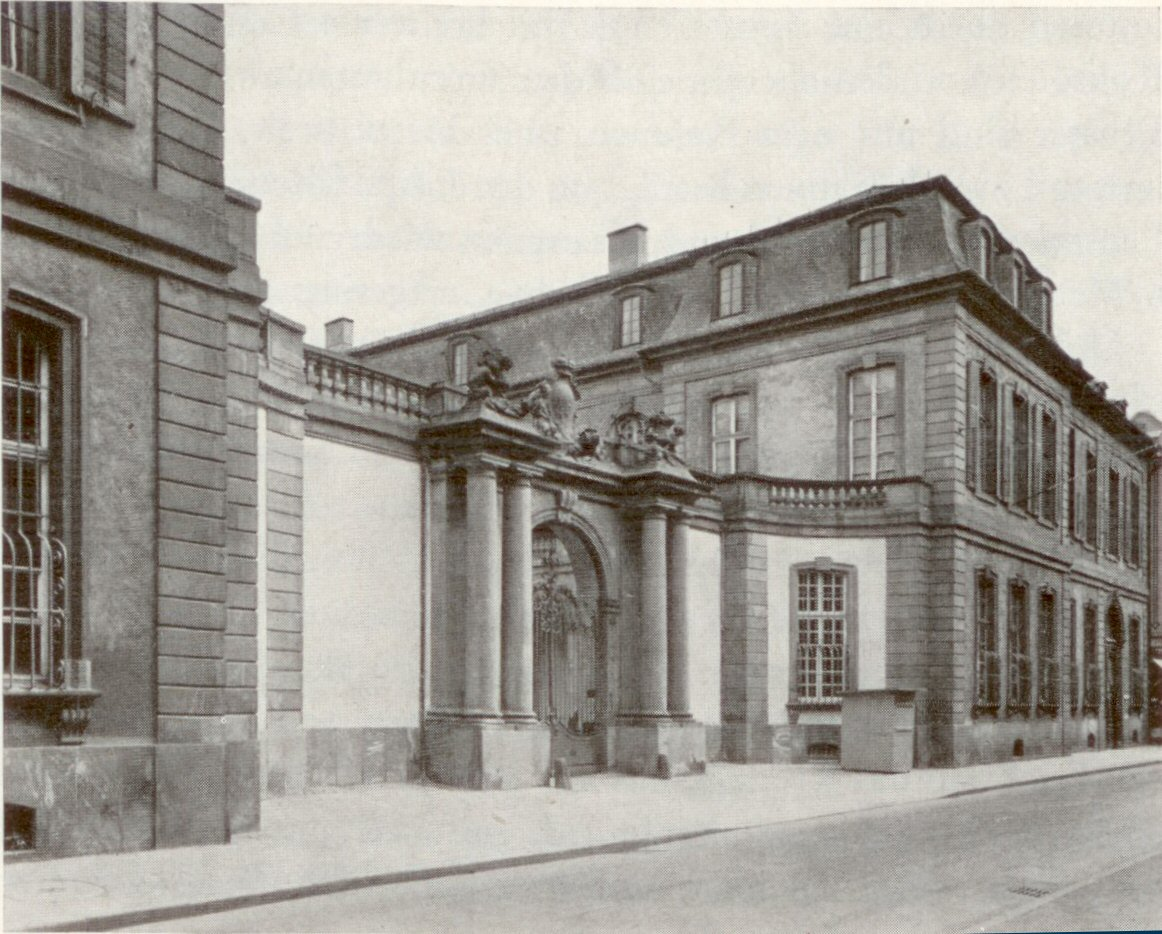
La sede della Dieta Federale di Francoforte: Palazzo Thurn und Taxis.
(Fotografia di inizio Novecento).

I Deliberati di Karlsbad furono ratificati all'unanimità dalla Dieta Federale di Francoforte il 20 settembre 1819 a seguito di un procedimento accelerato e, a detta dello storico tedesco Thomas Nipperdey, «molto più che dubbio», e questo benché interferissero profondamente nelle prerogative e nei diritti dei singoli Stati della Confederazione Germanica. Furono in seguito confermati in una successiva seduta della Dieta il 16 agosto 1824.
Quattro furono le risoluzioni con vigore di legge, prese con il consenso della Dieta:
1) si stabilì con una 'ordinanza esecutiva' provvisoria (Exekutionsordnung), divenuta poi definitiva nel 1820, le modalità di sorveglianza ed eventualmente di imposizione, a livello sovrastatale, dei deliberati. Erano previsti interventi militari di truppe federali a sostegno dei governi che non possedevano i mezzi per imporre l'esecutività dei deliberati: in caso di vero e proprio rifiuto del singolo governo di collaborare, l'intervento militare federale sarebbe divenuta occupazione (nota bene: gli eserciti più coinvolti nella costituzione delle truppe federali erano quelli prussiani e austriaci);
2) si stabilì di sorvegliare per mezzo di Curatori o di organi appositi, la cui istituzione era demandata ai singoli Governi, le Università, i professori, gli studenti e le associazioni (Universitätsgesetz). I professori orientati in senso liberale e nazionale che avessero reso partecipi gli studenti della propria posizione politica sarebbero stati licenziati, allontanati, ed interdetti dalla professione in tutti gli stati membri della Confederazione. Furono vietate le associazioni studentesche segrete e la Burschenschaft federale (Allgemeine Deutsche Burschenschaft): nessuno studente che avesse fatto parte di esse, oppure nessuno studente che avesse lasciato l'università senza un certificato comprovante la sua condotta politica avrebbe potuto accedere ad alcun incarico pubblico. In seguito, furono chiusi i campi ginnici (cd. Turnsperre, o Blocco Ginnico, del 1820-1842);
3) si stabilì una legge restrittiva sulla stampa (Preßgesetz), adottata dapprima per cinque anni, poi, nel 1824, rinnovata a tempo indeterminato. Essa impediva o almeno ostacolava la diffusione di concetti, idee e pensieri liberali e nazionali. Per scritti sotto le 320 pagine (20 fogli) era prevista una censura preventiva; quelli di mole superiore invece avrebbero dovuto sottostare tanto alla censura preventiva, quanto ad una censura successiva alla composizione tipografica. Si poteva stampare solo con il permesso delle autorità governative; l'editore di uno scritto censurato era interdetto dalla professione per cinque anni;
4) s'istituì una 'Commissione investigativa centrale' con sede a Magonza (Untersuchungsgesetz), composta da rappresentanti dell'Austria, della Prussia, della Baviera, dello Hannover, del Baden, del Nassau e dell'Assia-Darmstadt; suo compito era indagare su sospette attività eversive, ma, in seguito alle rimostranze dell'imperatore austriaco, le fu negata facoltà giusdicente. In tal modo la competenza ordinaria, almeno per quest'ambito, fu conservata ai tribunali dei singoli Stati confederati. Questa commissione, dichiarata il 20 settembre 1819 organo autonomo e parallelo a livello confederale, ebbe il famigerato appellativo di «Commissione nera», e giunse a stilare nel 1827 un'ampia relazione generale (l'ancor più nota «Lista nera», da cui trasse il nome, passato anche a proverbio: una relazione contenuta appunto in una cartella nera), presentandola il 14 dicembre dello stesso anno alla Dieta federale: sulla base di questa relazione furono perseguiti molti oppositori, altri invece furono costretti ad emigrare. Dopo aver consegnato la relazione alla Dieta (in ottemperanza all'art. 10 dei Decreti), ne venne sospesa l'attività fino alla soppressione formale, avvenuta nel 1848.
Relativamente all'articolo 13 dello Statuto Federale (che permetteva ad ogni Stato membro della Confederazione di darsi una propria costituzione), non si giunse ad un accordo: ad Austria e Prussia, che volevano imporre una visione conservatrice basata sulla rappresentanza per ceti con funzione solo consultiva, si opposero gli Stati della Germania meridionale (Baden, Baviera e soprattutto il Württemberg) favorevoli ad una concezione più moderna di rappresentanza. La decisione fu rinviata alle conferenze tenute a Vienna dal 25 novembre 1819 al 25 maggio 1820, i cui risultati (raccolti nell'Atto finale della conferenza di Vienna per la federazione germanica: la Wiener Schlussakte) divennero legge federale l'8 giugno 1820. L'articolo 13 dello Statuto Federale fu interpretato negli articoli 53-61 dell'Atto mediante un sostanziale compromesso: ogni Stato aveva garanzia di gestione nei propri affari interni, ma a governare sarebbe stato unicamente il sovrano (non la Dieta) di ciascuno Stato. Possibili cambiamenti nella costituzione di ogni singolo Stato dovevano essere presi in pieno accordo con le decisioni prese dalla Dieta Federale (sostanzialmente dominata da Austria e Prussia). Venne limitato anche il diritto d'espressione e di parola dei parlamentari.

## Conseguenze
Data l'assenza di obblighi giuridici a livello confederale relativi alla pubblicazione del testo legislativo nei singoli Stati membri della Confederazione, in alcuni di essi non si giunse mai ad una pubblicazione ufficiale e pertanto ad una esecutività formale dei Deliberati: ciò fu l'origine di diverse controversie legali che ebbero luogo successivamente in alcuni Stati membri, per esempio a Kiel. La Baviera fece una riserva, poco significativa, ed il Württemberg non ebbe successo nel tentativo di respingerli contando sulla mediazione della Russia (peraltro orientata in maniera ancor più reazionaria dei governi di Austria e Prussia). I Deliberati di Karlsbad, inoltre, non solo interferirono nelle prerogative e nei diritti degli Stati membri della Confederazione, ma anche nell'indipendenza giurisdizionale accademica, garantita da un tribunale interno dell'università, dal giureconsulto universitario (cd. Syndicus), dall'Attuario (Aktuar, sorta di notaio) e da un Assistente al tribunale (Gerichtsdiener), nonché dalla competenza universitaria per lo stato d'arresto e le inchieste criminali nei locali e nell'ambito cittadino: in taluni casi si trattava di prerogative e diritti secolari. Strumento essenziale per l'applicazione e l'esecuzione dei Deliberati di Karlsbad fu, in questi come in altri ambiti, la predetta ‘Commissione investigativa centrale’, con sede a Magonza (Mainzer Zentraluntersuchungskommission).

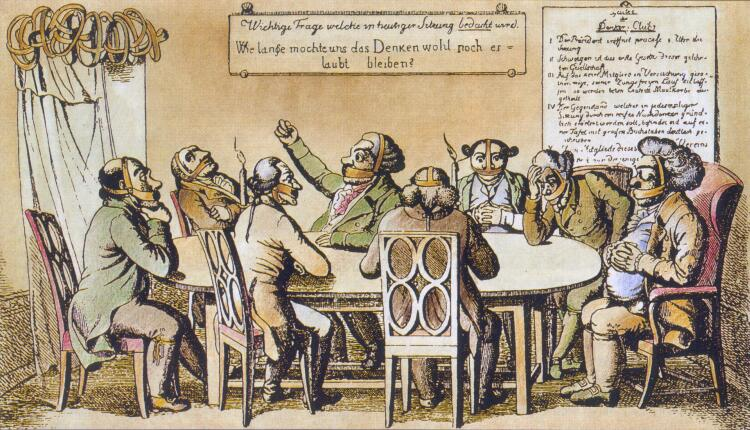
«Importante questione all'ordine del giorno: "Fino a quando ci sarà ancora permesso pensare?"» – Litografia satirica del 1825 sugli effetti della censura prevista dai Deliberati di Karlsbad.
In alto a destra sono indicate le regole del 'Club dei Pensatori': I. Il presidente apre la seduta alle otto precise di mattina; II. La prima regola di una società erudita è il silenzio; III. Affinché nessun membro corra il rischio di finire in galera, saranno distribuiti dei bavagli all'entrata per frenare la lingua; IV. L'oggetto della discussione, che sarà prescelto dopo lunga e ponderata riflessione, sarà scritto sulla lavagna

Una caratteristica essenziale dei Deliberati consistette nel fatto che le idee liberali e nazionali furono bollate come istigazioni alla rivolta popolare, permettendo così alla reazionaria Confederazione Germanica di perseguitare i sostenitori di queste idee come ‘demagoghi’. Simile ‘persecuzione dei demagoghi’ (Demagogenverfolgung) ebbe luogo in maniera particolarmente virulenta in Prussia. Colpiti dalla persecuzione e incarcerati furono, tra gli altri, Ernst Moritz Arndt, Karl Marx, Heinrich Hoffmann von Fallersleben, Hans Ferdinand Maßmann, Christian Sartorius, Georg Büchner, Friedrich Ludwig Jahn, Karl Theodor Welcker e suo fratello Friedrich Gottlieb Welcker; ma anche Uwe Jens Lornsen, che pure viveva nello Schleswig-Holstein, allora danese, cadde vittima dell'azione persecutoria. Lo stesso Ernst Theodor Amadeus Hoffmann che pure, in quanto consigliere del Tribunale Camerale, aveva fatto parte della ‘Commissione direttissima d'inchiesta sulle associazioni cospirative ed altre attività eversive' (Immediat-Kommission zur Ermittlung hochverräterischer Verbindungen und anderer gefährlicher Umtriebe), ebbe modo di ritrarre in maniera caustica le procedure allora d'uso tra le autorità giudiziarie nel suo racconto Mastro Pulce (Meister Floh, 1822). Egli stesso incorse, a causa di questo racconto, nella censura ed in sanzioni disciplinari.
L'opposizione dell'opinione pubblica trovò sfogo, a partire dallo scioglimento della Burschenschaft federale (26 novembre 1819), nel sorgere di diverse associazioni segrete, che mantennero viva l'opposizione alla politica ufficiale dei governi confederati. In seguito alla ‘Festa di Hambach', nel 1832, si riprese così ancora una volta la ‘persecuzione dei demagoghi’, che era stata sospesa nel 1829.
Solo con la Rivoluzione di Marzo (la cd. Märzrevolution) del 1848 s'ebbe infine l'occasione di abolire definitivamente i Deliberati di Karlsbad: abolizione sancita il 2 aprile 1848 dalla Dieta Federale.

## Valutazione storica
I Deliberati costituiscono uno dei compimenti, se non l'apice, del sistema di controllo dei fermenti rivoluzionari inaugurato all'indomani del Congresso di Vienna, ed una riconferma della posizione egemonica raggiunta da Metternich nel gestire il delicato meccanismo del Bund tedesco all'interno dell'equilibrio delle Potenze europee. Per questo motivo s'è parlato di un "Sistema Metternich" ispirato al Principe dalle idee del suo precettore Nicolaus Vogt e attuato con la fondamentale collaborazione del suo celebre consigliere, Friedrich von Gentz. Se però, contingentemente, esso diede i frutti sperati (secondo la divisa del Congresso di Vienna: Stabilität, Autorität und Legitimität, «stabilità, autorità e legittimità»), il rigido sistema di controllo esasperò la conflittualità interna al Bund, con tre conseguenze principali: 1) la scissione tra la tradizione di pensiero liberale tedesca e le esigenze di Realpolitik delle Potenze dinastiche; 2) l'imposizione dell'egemonia delle Potenze dinastiche maggiori, Impero asburgico e Prussia, e la sostanziale violazione dei diritti degli Stati confederati minori, in particolare di quelli meridionali (come il Württemberg, il Baden, la Baviera, non a caso più sensibili a sollecitazioni 'liberali'); 3) il latente dissidio (pur mascherato dalle comuni preoccupazioni legittimiste) tra Austria e Prussia, principale ostacolo ad una soluzione 'grande tedesca' della questione nazionale. In definitiva era sancita l'inconciliabilità di una soluzione dinastica con una soluzione nazionale che prevedesse un organo di rappresentanza pantedesco.
Nonostante la palese violazione delle prerogative del Bund, poco o nulla poté o volle fare la Dieta Federale, mostrando così la fatale acquiescenza che l'avrebbe portata ad una sua graduale perdita di prestigio e autorità come organo, sia pure molto indiretto, di rappresentanza (se ne parlò come di un "parlamento dei professori"). Fu non da ultimo questa la valutazione che ne fece Federico Guglielmo IV di Prussia quando, vistosi offrire all'indomani della Märzrevolution la corona del Reich da parte dei rappresentanti eletti della Dieta riunita come Assemblea Nazionale costituente (3 aprile 1849), la rifiutò con sdegno, parificando la «volontà del popolo» a quella di un assembramento di «fornai e macellai».

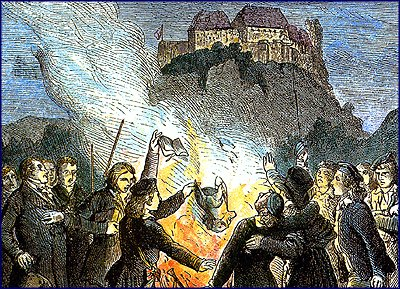
Rogo di libri alla Festa studentesca della Wartburg il 18 ottobre 1817. Vennero bruciati, tra gli altri: il Codice Napoleone (allora ancora vigente presso alcuni Stati tedeschi), la Storia dell'Impero germanico di August von Kotzebue, la Restaurazione della scienza politica di Karl Ludwig von Haller, il volume Sovranità e costituzioni statali di Friedrich Ancillon, il Codice della Gendarmeria prussiana. Bildarchiv Preußischer Kulturbesitz, Berlino

I Deliberati infine misero in luce il ruolo davvero essenziale svolto dalle Turnerschaften e dalle Burschenschaften nel diffondere gli ideali liberali e nazionali (Verfassung und Einheit: «costituzione ed unità») presso ampie porzioni della borghesia e del ceto intellettuale tedesco.
Si può tuttavia capire qualcosa di più sulla vera natura di queste associazioni, dalle parole di un celebre studioso della cultura tedesca, Ladislao Mittner:

(Mittner, op. cit., p. 17.)

### Opere generali
- Ernst Rudolf Huber, Deutsche Verfassungsgeschichte. Seit 1789. Teil 1: Reform und Restauration. 1789 bis 1830., ristampa riveduta della seconda ed. migliorata, Kohlhammer, Stuttgart et al. 1990, pp. 732–734. ISBN 3-17-002501-5.
- Johann Ludwig Klüber, Öffentliches Recht des Deutschen Bundes und der Bundesstaaten, quarta ed., in der Andräeischen Buchhandlung, Francoforte, 1840.
- Georg L. Mosse, La nazionalizzazione delle masse, trad. it. di Livia De Felice, il Mulino, Bologna 1975; ristampa ivi, 2009.
- Alfred Stern, Geschichte Europas von 1815 bis 1871, vol. I, Hertz, Berlino, 1894.
- Heinrich von Treitschke, Deutsche Geschichte im XIX. Jahrhundert, vol. II, Leipzig 1882; rist. Athenäum, Königstein, 1981.
- Hans von Zwiedineck-Südenhorst, Deutsche Geschichte (1806-1871), vol. II, Cotta, Stuttgart, 1903.

### Opere monografiche ed articoli
- Ludwig Karl James Aegidi, Aus dem Jahre 1819. Beitrag zur deutschen Geschichte, seconda ed. aumentata, Boyes und Geisler, Amburgo, 1861.
- Ludwig Karl James Aegidi, Die Schluss-Acte der Wiener Ministerial-Conferenzen zur Ausbildung und Befestigung des Deutschen Bundes. Urkunden, Geschichten und Kommentar, 2 voll., Reimer, Berlino, 1860-1869.
- Michael Behnen, Deutschland unter Napoleon. Restauration und Vormärz, in: Martin Vogt (a cura di), Deutsche Geschichte, Fischer, Francoforte, 2002, seconda ed. 2003; in part. Restauration und Repression: Das «System Metternich», pp. 421–427, ISBN 3-596-15511-8.
- Manfred Brümmer, Staat kontra Universität. Die Universität Halle-Wittenberg und die Karlsbader Beschlüsse 1819–1848, Böhlau, Weimar, 1991, ISBN 3-7400-0172-0.
- Eberhard Büssem, Die Karlsbader Beschlüsse von 1819. Die endgültige Stabilisierung der restaurativen Politik im Deutschen Bund nach dem Wiener Kongreß von 1814/15, Gerstenberg, Hildesheim, 1974. ISBN 3-8067-0510-0 (Dissertazione di Dottorato all'Università di Monaco nel 1972).
- Gerhard Lingelbach, Demagogenverfolgung, in: Albrecht Cordes, Heiner Lück, Dieter Werkmüller, a cura di Ruth Schmidt-Wiegand, Handwörterbuch zur deutschen Rechtsgeschichte, seconda ed. aumentata e completamente rielaborata, vol. I, Schmid, Berlino, 2008, coll. 945–946, ISBN 978-3-503-07912-4.
- Dominique Frédéric Dufour de Pradt, Le congrès de Carlsbad, 2 voll., Bechet Aine et Lecharlier, Parigi-Bruxelles, 1819-1820.
- Adolf Friedrich Heinrich Schaumann, Der Congreß zu Karlsbad, in Id., Historisches Taschenbuch, vol. I, 1850.
- Wilhelm Heinz Schröder, Burschenschaftsturner in Kampf um Einheit und Freiheit, Berlino, 1967.
- Heinrich Ritter von Srbik, Metternich, der Staatsmann und der Mensch, vol. I, Monaco, 1925.
- Rudolf Stöber, Deutsche Pressegeschichte. Einführung, Systematik, Glossar, UVK Medien, Konstanz 2000, pp. 133–135, ISBN 3-89669-249-6.
- Friedrich von Weech, Korrespondenzen und Aktenstücke zur Geschichte der Ministerkonferenzen von Karlsbad und Wien, Leipzig, 1865.